# 森貴美子
森 貴美子（もり きみこ、本名:掛川 貴美子（かけがわ きみこ）／旧姓:森、1980年12月4日 - ）は日本のファッションモデル。エナジーモデルエージェンシーを経てイデア所属。

## 略歴
神奈川県横浜市保土ケ谷区出身。横浜市立横浜商業高等学校卒業（同級生に長尾寛征）。関東学院女子短期大学中退。
1999年から2001年まで雑誌『non-no』の専属モデルとして活躍。その後は『non-no』をはじめ『mini』『mina』などのファッション雑誌で活躍。（『non-no』は2010年に卒業。）
2007年1月、所属事務所を移籍した（エナジーモデルエージェンシー → イデア）。
2010年4月12日に、カメラマンの掛川陽介と結婚。2011年11月4日、ブログで妊娠5か月であることを報告。2012年4月に女児を出産。自身のアパレルブランド『Mielle』を立ち上げ、ジュエリーブランド『Yolk's　Candy』『Yolk's Candy Bridal』のデザインとプロデュースも手がける。

## 人物
- 白い肌といつも絶やさない笑顔が特徴。
- 付き合う男性のほとんどが左利きだそうで、「左利きの人に目が行く。左利きの人が何となく分かる」と語っている[7]。
- 母の影響で掃除や整理整頓など家事が好き。2015年にはフォトエッセイ『森きみの毎日の家事が楽しくなるシンプル暮らし』を刊行した[8]。同著の写真は夫が担当している[6]。
- 2019年8月に韓国語を学ぶためにソウルへ短期留学していた[9]。

## 作品

### シングル
- ライラック〜初恋の思い出〜／ふしぎなチカラ（2001年5月19日）

## 出演

### ネットドラマ
- 恋する血液型 シーズン2（2009年） - サトミ 役

### CM
- 日産自動車　ピノ　『PINOSHOP篇』　野口珠実、美優らと共演　（2007年1月23日 - ）
- 花王株式会社　歯ブラシ『チェック』 （2007年 - ）
- 江崎グリコ　ブレオ（2006年）
- ハウスウェルネスフーズ　うるおい習慣（2007年10月5日 - ）
- 日産自動車　ピノ　『ピノを選ぶ人篇』 （2007年10月1日 - ）

### テレビ番組
- Style/Style（2009年2月24日、3月3日、テレビ神奈川）
- ハマ小町×ハマ娘街（2009年4月5日 - 、TBS）
- easy sports（2009年11月16日 - 11月20日、テレビ朝日）
- ミオパン（2010年2月25日、フジテレビ）

### ラジオ
- 森きみのHEART SQUALL（2009年 - 、エフエム群馬）

### 雑誌
- non-no
- mina
- mini
- soup
- LEE

### ネット配信
- 森 貴美子 モッテコ書店（2010年11月25日）